# König Karl (Schiff, 1890)
Die König Karl war ein Schaufelraddampfer der Königlich Württembergischen Staats-Eisenbahnen mit Heimathafen Friedrichshafen. Sie wurde 1890 in Dienst gestellt und war nach dem württembergischen König Karl benannt.

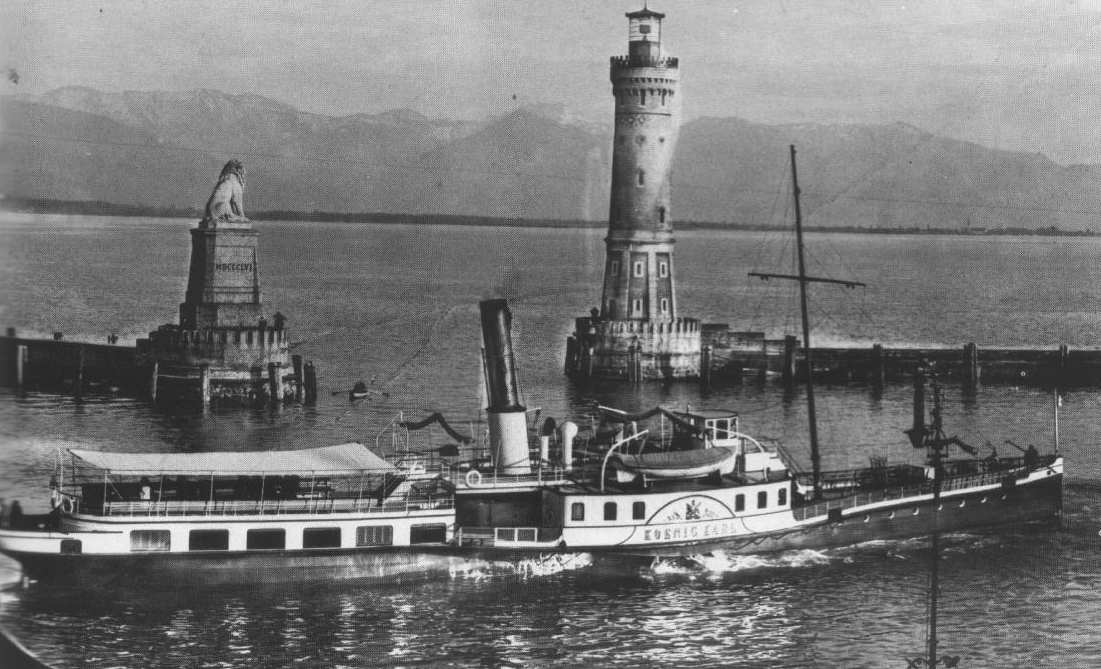
SD König Karl im Lindauer Hafen um 1905

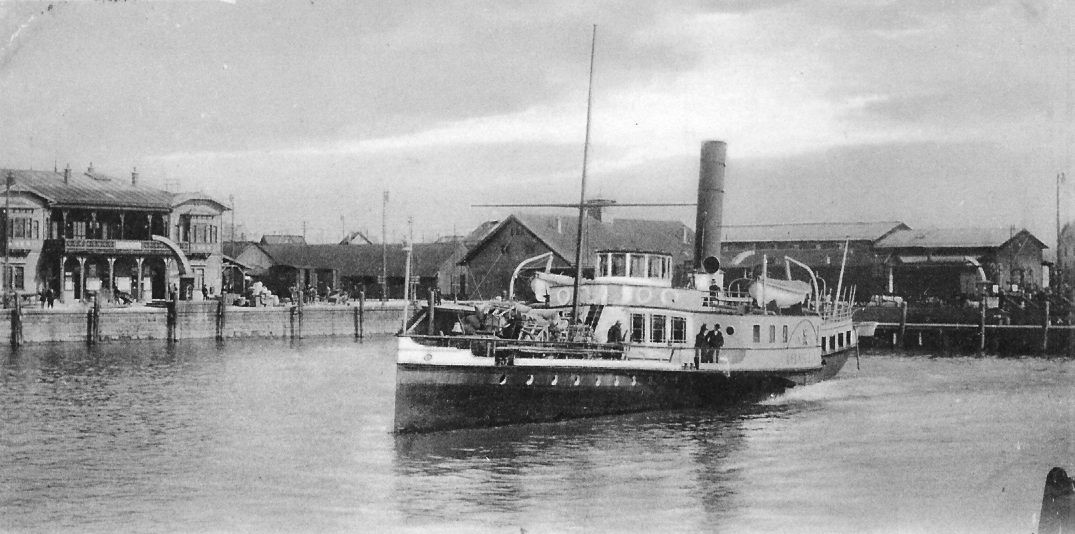
Die König Karl um 1900 in Friedrichshafen

Die König Karl war der erste Neubau eines Halbsalondampfers der Königlich Württembergischen Staats-Eisenbahnen. Das Schiff übernahm den Namen des Glattdeckers König Karl, bis 1864 Kronprinz und nach 1890 Württemberg. Es war das erste von drei Passagierschiffen ähnlicher Bauart, der sogenannten „Königsschiffe“; die beiden Schwesterschiffe waren die Königin Charlotte und die König Wilhelm. Kennzeichnend für diese Schiffe und ihre Nachfolger waren die großen Aussichtsfenster des Halbsalons. Haupteinsatzgebiet der König Karl war der Obersee-Längsverkehr.
Kurz nach ihrer Indienststellung ereigneten sich zwei gravierende Unfälle: Am 26. Oktober 1890 kollidierte die König Karl vor Eriskirch mit einem treibenden Holzfloß und wurde an Bug und Schaufelrad so erheblich beschädigt, dass eine Reparatur auf der Helling der Werft in Friedrichshafen erforderlich war. Noch während dieser Arbeit brannte die Werfthalle bis auf die Grundmauern ab. Das Schiff brannte ebenfalls aus und musste 1891 wieder vollständig neu aufgebaut werden.
Nach dem Ersten Weltkrieg durfte die König Karl ihren Namen behalten, im Gegensatz zu den Schiffen aus Baden, Bayern und Österreich, die den Namen von Mitgliedern der Regentenfamilien trugen. Lediglich das Herrscherwappen an den Radkästen wurde entfernt.
Ab 1931 wurden die Fahraufträge der König Karl von der Ravensburg übernommen. 1933 schließlich wurde die König Karl ausgemustert und vier Jahre später in Konstanz verschrottet.